# ジョナタン・エルナンデス
- ジョナサン・ヘルナンデス
- ホナタン・エルナンデス

ジョナタン・エルナンデス（Jonathan Hernández, 1996年7月6日 - ）は、アメリカ合衆国テネシー州メンフィス出身・ドミニカ共和国育ちのプロ野球選手（投手）。右投右打。MLBのタンパベイ・レイズ傘下所属。
父親は元メジャーリーガー投手のフェルナンド・エルナンデス。

## 経歴

### プロ入りとレンジャーズ時代
2013年1月30日にアマチュア・フリーエージェントでMLBのテキサス・レンジャーズと契約金30万ドルでマイナー契約を結びプロ入り。同年6月6日にレンジャーズ傘下のマイナーチームであるルーキー級ドミニカン・サマーリーグ・レンジャーズで登板し、プロデビュー。2013年シーズンは13登板で44.2回を投げ、防御率1.21を記録した。
2014年もルーキー級ドミニカン・サマーリーグ・レンジャーズに所属。シーズン成績は14先発で75.2回を投げ、防御率2.85を記録した。
2015年はルーキー級アリゾナリーグ・レンジャーズでプレーし、11登板で45.0回を投げ、防御率3.00を記録した。
2016年はA級ヒッコリー・クロウダッズでプレーし、24登板で116.1回を投げ、防御率4.56を記録した。勝利数は10で、初めてシーズンで二桁勝利を挙げた。
2017年はA級ヒッコリーで開幕を迎え、6月にA+級ダウンイースト・ウッドダックスに昇格。7月に行われたオールスター・フューチャーズゲームに世界選抜として招集された。シーズン成績は、2チーム合計で23登板で111.2回を投げ、防御率4.03を記録した。オフの11月20日にルール・ファイブ・ドラフトでの流出を防ぐために40人枠入りした。
2018年はA+級ダウンイーストで開幕を迎え,、6月にAA級フリスコ・ラフライダーズに昇格。2チーム合計で22先発で121.1回を投げ、防御率3.63を記録した。奪三振数は131で、初めてシーズンでイニング数を超える数を挙げた。
2019年はAA級フリスコで開幕を迎えた。同チームで8月までに22登板で96.0回を投げ、防御率5.16を記録。8月20日にメジャー初昇格し、翌21日のロサンゼルス・エンゼルス戦で救援登板しメジャーデビュー。この試合では2.1回を投げ無失点で、メジャー初勝利を挙げた。9月7日のボルチモア・オリオールズ戦ではメジャー初先発した。この年メジャーでは9試合（先発2試合）に登板して2勝1敗、防御率4.32、19奪三振を記録した。オフにはドミニカのウィンターリーグに参加し、アギラス・シバエーニャスに所属した。
2020年は27試合に登板して5勝1敗、防御率2.90、31奪三振を記録した。
2021年は開幕前に右肘を痛めて4月にトミー・ジョン手術を受けることとなったため、シーズンを全休する。
2022年はオールスター明けの7月16日からザック・レクスと入れ替わる形でメジャー復帰。この年は29試合に登板して2勝3敗4セーブ3ホールド、防御率2.97、27奪三振を記録した。
2023年は33試合に登板。1勝2敗10ホールドで、防御率は5.40と前年より悪化した。また、前年を上回る34奪三振を記録した。
2024年7月30日にアンドリュー・チェイフィンを獲得したことに伴って、DFAとなった。

### マリナーズ時代
同年8月2日にウェイバー公示を経てシアトル・マリナーズに移籍し、翌3日にアクティブ・ロースター入りしたが、3試合に登板した後の8日にDFAとなり、11日にAAA級タコマ・レイニアーズに配属された。それ以降はマイナーで過ごし、レギュラーシーズン終了後の10月4日にFAとなった。この年は2チーム合計で29試合に登板して3勝1敗と自身3年ぶりの勝ち越しとなった。また、防御率は前年と同じ5.40であった。なお、FA期間中には5年ぶりにドミニカのウィンターリーグに参加。前回と同じくシバエーニャスに所属した。

### レイズ傘下時代
2025年1月30日にタンパベイ・レイズとマイナー契約を結び、同年のスプリングトレーニングに招待選手として参加することになった(同日中にAAA級ダーラム・ブルズに配属)。

## 選手としての特徴
最速99.9mph（約160.8km/h）の速球が武器。

## 詳細情報

### 年度別投手成績
| 年 度    | 球 団    | 登 板 | 先 発 | 完 投 | 完 封 | 無 四 球 | 勝 利 | 敗 戦 | セ 丨 ブ | ホ 丨 ル ド | 勝 率 | 打 者 | 投 球 回 | 被 安 打 | 被 本 塁 打 | 与 四 球 | 敬 遠 | 与 死 球 | 奪 三 振 | 暴 投 | ボ 丨 ク | 失 点 | 自 責 点 | 防 御 率 | W H I P |
| -------- | -------- | ----- | ----- | ----- | ----- | -------- | ----- | ----- | -------- | ----------- | ----- | ----- | -------- | -------- | ----------- | -------- | ----- | -------- | -------- | ----- | -------- | ----- | -------- | -------- | ------- |
| 2019     | TEX      | 9     | 2     | 0     | 0     | 0        | 2     | 1     | 0        | 1           | .667  | 78    | 16.2     | 14       | 3           | 13       | 0     | 0        | 19       | 1     | 0        | 10    | 8        | 4.32     | 1.62    |
| 2020     | TEX      | 27    | 0     | 0     | 0     | 0        | 5     | 1     | 0        | 5           | .833  | 125   | 31.0     | 24       | 2           | 8        | 0     | 4        | 31       | 0     | 0        | 10    | 10       | 2.90     | 1.03    |
| 2022     | TEX      | 29    | 0     | 0     | 0     | 0        | 2     | 3     | 4        | 3           | .400  | 131   | 30.1     | 26       | 2           | 17       | 3     | 1        | 27       | 5     | 1        | 14    | 10       | 2.97     | 1.42    |
| 2023     | TEX      | 33    | 0     | 0     | 0     | 0        | 1     | 2     | 0        | 10          | .333  | 147   | 31.2     | 35       | 4           | 15       | 1     | 4        | 34       | 2     | 0        | 20    | 19       | 5.40     | 1.58    |
| 2024     | TEX      | 26    | 1     | 0     | 0     | 0        | 3     | 1     | 0        | 0           | .750  | 181   | 41.0     | 39       | 6           | 26       | 1     | 1        | 36       | 2     | 0        | 25    | 23       | 5.05     | 1.59    |
| 2024     | SEA      | 3     | 0     | 0     | 0     | 0        | 0     | 0     | 0        | 0           | ----  | 11    | 2.1      | 2        | 0           | 2        | 0     | 0        | 3        | 0     | 0        | 3     | 3        | 11.57    | 1.71    |
| '24計    | SEA      | 29    | 1     | 0     | 0     | 0        | 3     | 1     | 0        | 0           | .750  | 192   | 43.1     | 41       | 6           | 28       | 1     | 1        | 39       | 2     | 0        | 28    | 26       | 5.40     | 1.59    |
| MLB：5年 | MLB：5年 | 127   | 3     | 0     | 0     | 0        | 13    | 8     | 4        | 19          | .619  | 673   | 153.0    | 140      | 17          | 81       | 5     | 10       | 150      | 10    | 1        | 82    | 73       | 4.29     | 1.44    |

- 2024年度シーズン終了時

### 年度別守備成績
| 年 度 | 球 団 | 投手（P） | 投手（P） | 投手（P） | 投手（P） | 投手（P） | 投手（P） |
| 年 度 | 球 団 | 試 合     | 刺 殺     | 補 殺     | 失 策     | 併 殺     | 守 備 率  |
| ----- | ----- | --------- | --------- | --------- | --------- | --------- | --------- |
| 2019  | TEX   | 9         | 0         | 0         | 0         | 0         | ----      |
| 2020  | TEX   | 27        | 2         | 4         | 1         | 1         | .857      |
| 2022  | TEX   | 29        | 1         | 1         | 1         | 0         | .667      |
| 2023  | TEX   | 33        | 3         | 3         | 0         | 0         | 1.000     |
| MLB   | MLB   | 98        | 6         | 8         | 2         | 1         | .875      |

- 2023年度シーズン終了時

### 記録
MiLB
- オールスター・フューチャーズゲーム選出：1回（2017年）

### 背番号
- 72（2019年 - 2020年、2022年 - 2024年）